# Three of a Perfect Pair
Three of a Perfect Pair (рус. «Трое из отличной пары») — десятый студийный альбом британской группы King Crimson, выпущенный в 1984 году. Ремастирован и переиздан в 2001 году с добавлением шести бонус-треков.

## Об альбоме
Альбом был записан в 1983 году тем же составом, что и два предшествующих альбома, и выпущен в марте 1984 года. В процессе работы над альбомом отношения между участниками группы были довольно напряжёнными, что отразилось как на содержании песен, так и на музыкальной составляющей.
Three of a Perfect Pair состоит из двух различных частей. Первая (названная «левой стороной») содержит четыре песни группы, наиболее близкие к жанру поп-музыки и одну инструментальную композицию. Вторая часть (названная «правой стороной») составлена из экспериментальных работ, импровизаций под влиянием  индустриальной музыки, а также содержит третью часть серии композиций "Larks' Tongues in Aspic".
Альбом занял 30-е место в Великобритании и 58-е место в США. Композиции "Three of a Perfect Pair" и "Sleepless" были выпущены как синглы. Видеокассета с туром в поддержку альбома была выпущена позже в 1984 году. Последний концерт тура состоялся в Монреале (Канада) 11 июля 1984 года, он был записан и выпущен в 1998 году под названием Absent Lovers: Live in Montreal.
Фигура, изображенная на обложке, по словам Роберта Фриппа, представляет собой «символ примирения западного и восточного христианства, два элемента, представляющие мужское и женское начала»

## Список композиций
Все песни написаны Эдрианом Белью, Биллом Бруфордом, Робертом Фриппом и Тони Левином.
| №                   | Название                                         | Длительность |
| ------------------- | ------------------------------------------------ | ------------ |
| 1.                  | «Three of a Perfect Pair»                        | 4:13         |
| 2.                  | «Model Man»                                      | 3:49         |
| 3.                  | «Sleepless»                                      | 5:24         |
| 4.                  | «Man with an Open Heart»                         | 3:05         |
| 5.                  | «Nuages (That Which Passes, Passes Like Clouds)» | 4:47         |
| Общая длительность: | Общая длительность:                              | 21:18        |

| №                   | Название                             | Длительность |
| ------------------- | ------------------------------------ | ------------ |
| 6.                  | «Industry»                           | 7:04         |
| 7.                  | «Dig Me»                             | 3:16         |
| 8.                  | «No Warning»                         | 3:29         |
| 9.                  | «Larks' Tongues in Aspic (Part III)» | 6:05         |
| Общая длительность: | Общая длительность:                  | 19:54        |

| №   | Название                               | Длительность |
| --- | -------------------------------------- | ------------ |
| 10. | «The King Crimson Barber Shop»         | 1:37         |
| 11. | «Industrial Zone A»                    | 1:44         |
| 12. | «Industrial Zone B»                    | 4:33         |
| 13. | «Sleepless (Tony Levin mix)»           | 7:26         |
| 14. | «Sleepless (Bob Clearmountain mix)»    | 5:24         |
| 15. | «Sleepless (Dance mix - F. Kevorkian)» | 6:18         |

## Участники записи
- Эдриан Белью — вокал, гитара, безладовая гитара;
- Роберт Фрипп — гитара;
- Тони Левин — бас-гитара, стик Чапмена, синтезатор, вокал;
- Билл Бруфорд — ударные;

## Позиции в чартах
| Год  | Чарт              | Позиция |
| ---- | ----------------- | ------- |
| 1984 | The Billboard 200 | 58      |